# Джоел Басалдуа
Джоел Станіслао Басалдуа Браво (ісп. Joël Stanislao Basaldúa Bravo; нар. 22 червня 1974, Ліма) — перуанський борець греко-римського та вільного стилів, чемпіон Південної Америки з греко-римської боротьби, учасник Олімпійських ігор.

## Життєпис
Боротьбою почав займатися з 1987 року.
Виступав за борцівський клуб «Хосе Гранда» Ліма. Тренер — Франциско Рамос.

## Спортивні результати на міжнародних змаганнях

### Виступи на Олімпіадах
| Змагання                    | Збірна | Вагова категорія                 | Місце |
| --------------------------- | ------ | -------------------------------- | ----- |
| Літні Олімпійські ігри 1996 | Перу   | греко-римська боротьба, до 52 кг | 17    |

### Виступи на Панамериканських чемпіонатах
| Змагання                                   | Збірна | Вагова категорія                 | Місце |
| ------------------------------------------ | ------ | -------------------------------- | ----- |
| Панамериканський чемпіонат з боротьби 1984 | Перу   | греко-римська боротьба, до 52 кг | 5     |
| Панамериканський чемпіонат з боротьби 1991 | Перу   | вільна боротьба, до 48 кг        | 6     |
| Панамериканський чемпіонат з боротьби 1994 | Перу   | греко-римська боротьба, до 52 кг | 5     |
| Панамериканський чемпіонат з боротьби 1994 | Перу   | вільна боротьба, до 52 кг        | 6     |

### Виступи на Панамериканських іграх
| Змагання                  | Збірна | Вагова категорія                 | Місце |
| ------------------------- | ------ | -------------------------------- | ----- |
| Панамериканські ігри 1991 | Перу   | вільна боротьба, до 48 кг        | 6     |
| Панамериканські ігри 1995 | Перу   | вільна боротьба, до 52 кг        | 8     |
| Панамериканські ігри 1995 | Перу   | греко-римська боротьба, до 52 кг | 4     |

### Виступи на Чемпіонатах Південної Америки
| Змагання                                    | Збірна | Вагова категорія                 | Місце  |
| ------------------------------------------- | ------ | -------------------------------- | ------ |
| Чемпіонат Південної Америки з боротьби 1993 | Перу   | греко-римська боротьба, до 52 кг | Золото |

### Виступи на інших змаганнях
| Змагання                                                             | Збірна | Вагова категорія                 | Місце |
| -------------------------------------------------------------------- | ------ | -------------------------------- | ----- |
| Панамериканський Олімпійський кваліфікаційний турнір з боротьби 1996 | Перу   | греко-римська боротьба, до 52 кг | 4     |

### Виступи на змаганнях молодших вікових груп
| Змагання                                      | Збірна | Вагова категорія                 | Місце |
| --------------------------------------------- | ------ | -------------------------------- | ----- |
| Чемпіонат світу з боротьби серед юніорів 1992 | Перу   | вільна боротьба, до 54 кг        | 10    |
| Чемпіонат світу з боротьби серед юніорів 1992 | Перу   | греко-римська боротьба, до 54 кг | 10    |